# Contea di Stone (Mississippi)
La contea di Stone (in inglese Stone County) è una contea dello Stato del Mississippi, negli Stati Uniti. La popolazione al censimento del 2000 era di 13 622 abitanti. Il capoluogo di contea è Wiggins.